# Nagamandala
Nagamandala ist ein religiöses Ritualtheater in der Kulturregion Tulu Nadu im Südwesten des indischen Bundesstaates Karnataka, bei dem mit einer dramatischen Inszenierung, Tänzen, Musik und einem großen, kreisrunden Bodenbild (mandala) der hinduistische Schlangengott Naga beschworen wird. Das magische, die ganze Nacht dauernde Tanzritual ist eine Variante des in weiten Teilen Indiens und darüber hinaus in Südostasien verbreiteten Schlangenkults, der in der Regionalsprache Tulu Nagaradhane genannt wird und mit der Verehrung von Geistern (Bhutas) zusammenhängt. Die beiden mit- und gegeneinander agierenden Hauptakteure sind der vom Schlangengeist besessene Tänzer (Patri) und der Trommel spielende Sänger (Vaidya).

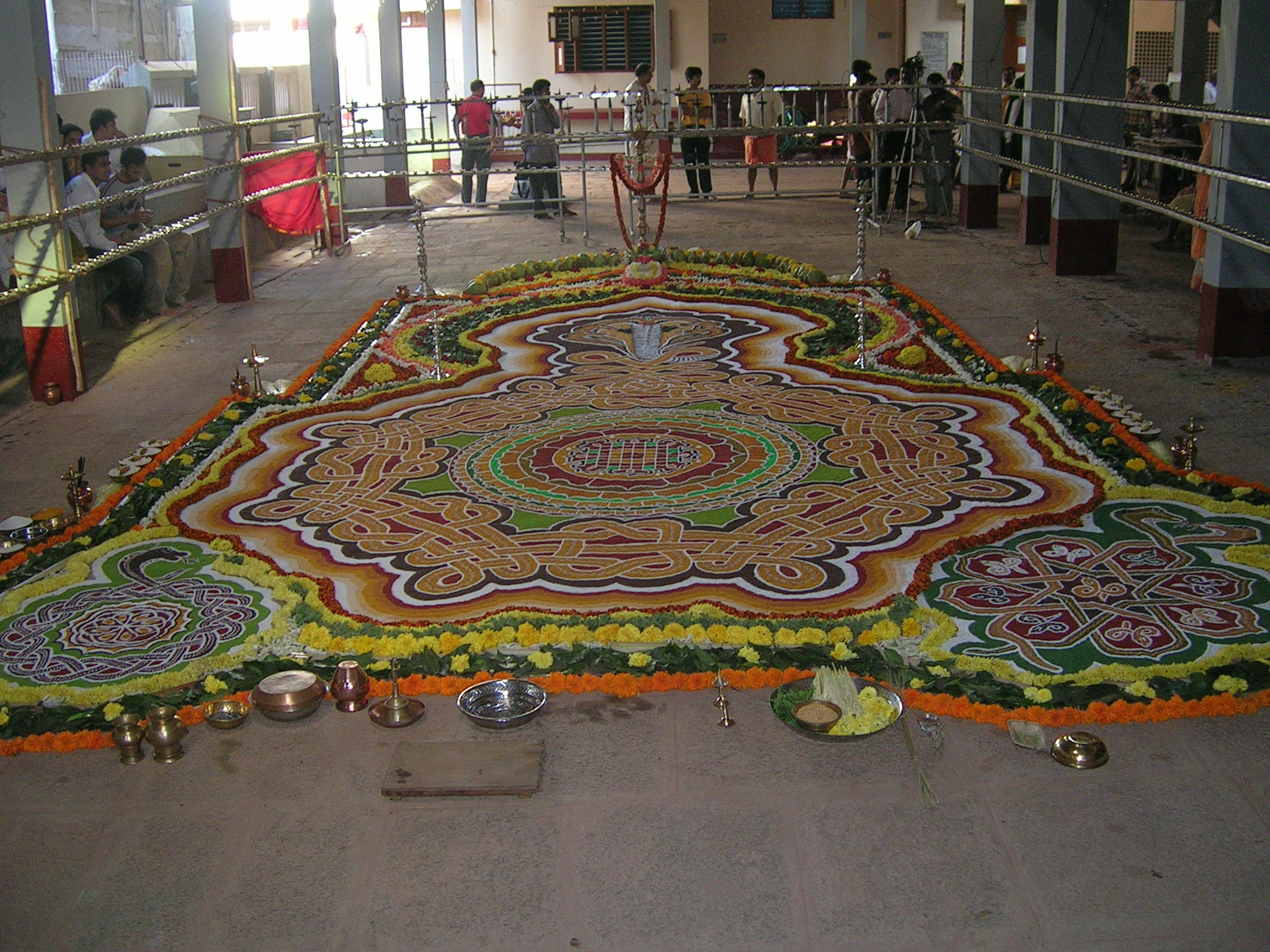
Nagamandala im Durgaparameshwari-Tempel im Dorf Mundkur (Distrikt Udupi)

## Herkunft
Ein Ursprung hinduistischer Ritualtheater sind altindische Opferrituale, wie sie bereits im Rigveda beschrieben wurden. Aus ihnen ging das klassische Sanskrittheater hervor, das im 15./16. Jahrhundert allmählich zugunsten regionalsprachiger Theaterstile verschwand. Parallel dazu gibt es eine schamanische, im Volksglauben überlieferte Traditionslinie, in der teilweise aufwendige Ritualtheater veranstaltet werden, bei denen der Hauptakteur in einen Zustand der Besessenheit vom angesprochenen Geist oder von der Gottheit gerät. Eine Gruppe von Geistern wird in der südlichen Küstenregion von Karnataka von bestimmter niedrigkastigen Bevölkerungsgruppen in Bhuta kola (auch Bhutaradhane) genannten Besessenheitszeremonien verehrt. Grundsätzlich wird bei solchen Ritualen unterschieden, ob die Ausführenden einer niedrigen oder einer den Brahmanen nahestehenden oberen Kaste angehören. Zu den von der oberen Gesellschaftsschicht gepflegten Besessenheitsritualtheatern gehören im südlich angrenzenden Bundesstaat Kerala beispielsweise mutiyettu und Ayyappan tiyatta.
Die Ritualdramen (kola) für die Geister werden je nach den finanziellen Möglichkeiten der Tempelverwaltung auf einfache Weise oder in großem Stil durchgeführt. Wesentlich sind in jedem Fall eine dramatische Inszenierung, Tänze, Kostüme, Make-up oder Masken und Musik. Unabhängig von der ästhetischen oder unterhaltenden Qualität behält die Aufführung in jedem Fall den Charakter eines religiösen Rituals.
Bhutas sind Dämonen, hilfreiche niedere Gottheiten oder Geister verstorbener Ahnen. Zur Region Tulu Nadu gehören die Distrikte Dakshina Kannada, Kasaragod und Udupi. Hier stellt Bhuta kola den beliebtesten volksreligiösen Kult dar, der eng mit der Totenehrung (shradda) und hinduistischen Vorstellungen von Götteropfern in Verbindung steht. Das Bhuta-Ritual gehört zur selben Tradition wie Nagamandala, beide gelten als Inspirationsquellen für das Tanztheater yakshagana in Karnataka, das eine von ihrem rituellen Ursprung befreite künstlerische Form darstellt. Beim Bhuta-Ritual zeichnet ein Priester vor den zu einem Altar aufgestellten Idolen der Geister ein magisches Bodenbild (oddolaga), bevor der Bhuta-Darsteller mit seinem Tanzritual beginnt. In Kerala steht ein solches Bild (kalam) im Mittelpunkt der Ritualtheater mutiyettu und Ayyappan tiyatta. Yakshagana-Aufführungen verzichten auf ein Bodenbild, dafür hat das Wort oddolaga dorthin gefunden und bezeichnet nun den Einführungstanz, in dem die jugendlichen Götterfiguren Krishna und sein Bruder Balarama das nachfolgende Drama für das Publikum erklären.
Ein seltenes Ritualdrama im Distrikt Dakshina Kannada, das nur an wenigen Orten unter anderem für die Geister zweier Jäger aufgeführt wird, heißt jalata. Die beiden Geister sind hier zu Beginn auf einem Thron sitzend zu sehen, nachdem zwei Assistenten einen vor ihnen gespannten roten Vorhang plötzlich entfernt haben. In einer ähnlichen statischen Eröffnungsszene sitzen Radha und Krischna beim Ras lila hinter einem Vorhang auf dem Thron, ebenso die Tänzer im yakshagana und im Tanzstil kathakali.

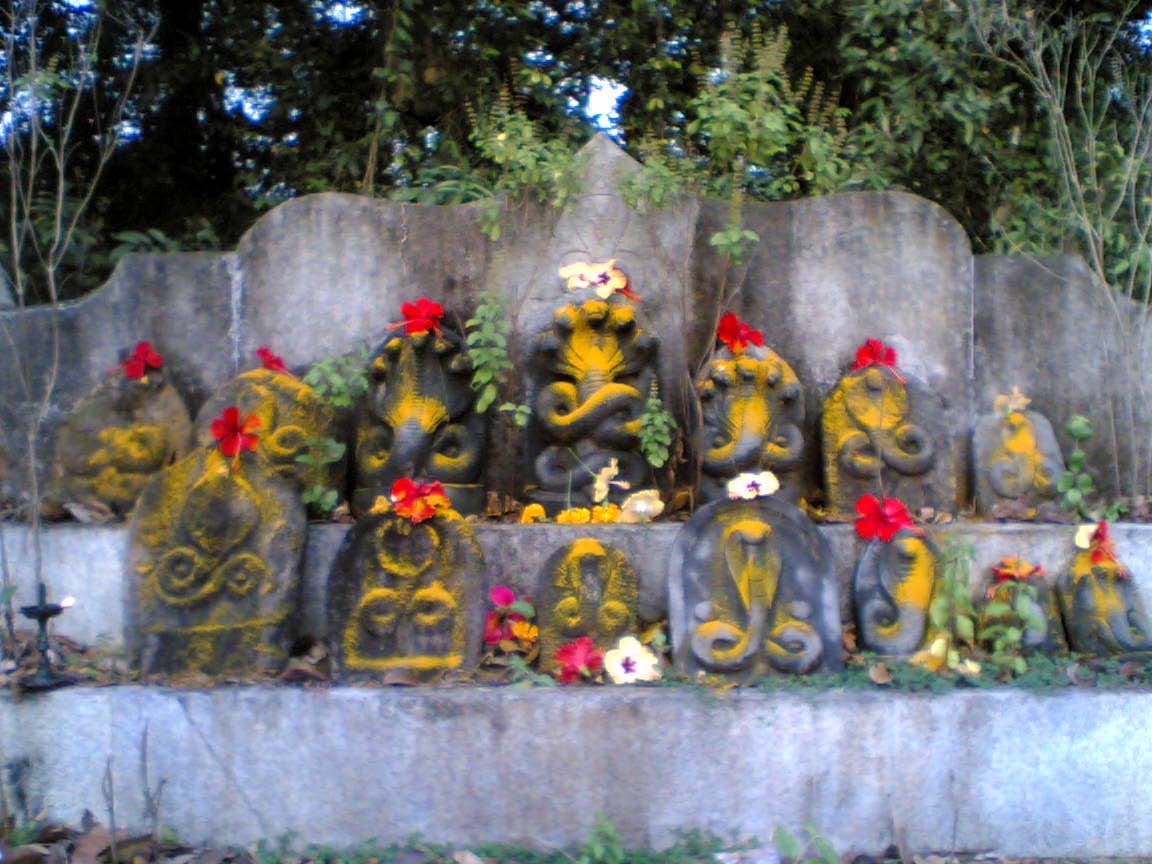
Nagasteine (nagakals) an einem heiligen Wäldchen (nagabana) beim Belle Naga Brahmastana, einem Nagabrahma geweihten Tempel im Dorf Belle bei Udupi

Dieselben Mythen, religiösen Vorstellungen und Darstellungsformen prägen viele Ritualtraditionen und wandern von dort bis in die modernen Unterhaltungstheater. Bhuta-Kult und Yakshagana verbindet ein ähnlicher, heiligenscheinartiger Kopfputz der Hauptdarsteller, ähnliche Gesten und Tanzschritte mit schweren Fußringen (gaggara) und die begleitende Trommelmusik. Der Bhuta-Kult hängt eng mit der Verehrung von Bäumen und Schlangen zusammen. Tempel sind häufig von heiligen Wäldchen (nagabana, „Schlangengarten“ in Karnataka, kavu in Kerala, kovil kadu in Tamil Nadu) umgeben, die als Rückzugsgebiete von Schutzgeistern und Schlangen vor jedem menschlichen Eingriff bewahrt werden müssen. Die Verehrungsplätze der Bhutas liegen häufig neben denen der Schlangen, für die Steinmale mit Schlangenköpfen (nagakals) aufgestellt werden. Wie Bhuta kola soll Nagamandala die Gläubigen vor übelwollenden Geistern beschützen sowie Gesundheit und Wohlstand bringen. Beide Rituale beinhalten eine Verehrung durch Tanz, nartana seve.
Ähnliche Rituale in Tulu Nadu, bei denen in einem auf den Boden gezeichneten Mandala der Schlangengott verehrt wird, sind Ashlesha bali (ashlesha, „der Verschlungene“, bali, Sg. baliya, etwa „Figur“, „Bild“, „Zeremonie“) und Sarpam thullal („Schlangen-Tanz“). Die Akteure beim Nagamandala und den meisten indischen Besessenheitsritualen sind männlich, eine Ausnahme in der Region bildet Siri jatre, ein Jahresfest für die Siri-Geister, bei dem zahlreiche weibliche Mitglieder dieses Kults zur selben Zeit in einen Zustand der Besessenheit geraten. Bei den Pulluvan in Kerala agieren ebenfalls Männer und Frauen gemeinsam im Schlangenverehrungsritual nagakalam. Zu diesem Besessenheitskult gehören ein Bodenbild und Lieder, die mit der einsaitigen Fiedel pulluvan vina, der Zupftrommel pulluvan kudam und dem Zimbelpaar elathalam begleitet werden. Ein weiteres Bodenbild für die Schlangenverehrung in Kerala gehört zu einer Variante des Rituals Kalampattu, das von Sprechgesang, der Zupflaute nanduni und Zimbeln begleitet wird.

## Aufführungspraxis
Im Zentrum des Nagamandala-Rituals steht das 4,5 × 6 Meter große Bodenbild. Am frühen Morgen beginnt der Mandalazeichner (Vaidya) auf dem Boden einer Tempelhalle vor dem Schrein mit verschiedenen Farbpulvern ein symmetrisches Bild anzufertigen, das ineinander verschlungene Schlangenleiber und -köpfe darstellt. Die Farben sind Gelb (Kurkumapulver), Rot (Kurkuma mit Limetten), Weiß (Reismehl), Grün (bestimmte Blätter) und Schwarz (verkohltes Reisstroh). Im Lauf des Tages gestaltet er außer mit seinen Farben das Bild am Rand mit weiteren Ritualobjekten, die sein Auftraggeber ihm bringen lässt: große Mengen von Blütenköpfen der Betelnusspalme (Areca catechu), Kokosnüsse und Öllampen. In diesem, bis zum Abend vollendeten Abbild der Schlangenwelt werden magische Kräfte heraufbeschworen. Betelblüten sind teuer, die Nüsse der Palme stellen ein gewinnträchtiges Handelsgut dar. Die Anordnung dieser Dinge bedeutet ein Zeichen des Respektes für das Bild.
Eine solche geometrische Orientierung auf ein Zentrum entsprechend einem Yantra kann in indischen Bodenbildern auch als Grundlage für ein Heilungsritual oder als Vorlage für den kosmogonischen Grundplan indischer Tempel dienen. Das Grundmuster beim Nagamandala ist eine achtfach verknotete Figur (sanskrit parvita, „Seiher“, „Sieb“) aus zwei ringförmig verbundenen Schlangen, die ein endloses Muster zeigen, bei dem es keinen Ein- oder Ausgang gibt und das den Blick auf die fünfköpfige Kobra in der Mitte lenkt. Ein häufig verwendetes, aber weniger machtvolles Mandala ist vierseitig („Viertel-Mandala“). Das wegen seiner Größe und seines Aufwands in der Vergangenheit nur äußerst selten angefertigte „ganze Mandala“ besitzt 16 Seiten, darin sind aus den fünf Schlangenköpfen 15 Köpfe geworden. Wenn der Vaidya das Bild fertiggestellt hat, zieht er sich vorübergehend zurück. Nun ist es die Aufgabe eines Brahmanentänzers (Patri), die im Bild versammelte Energie heraufzubeschwören und später im Ritualtanz auszudrücken. Dabei leitet und begleitet ihn der mittlerweile zurückgekehrte Vaidya.

### Darsteller

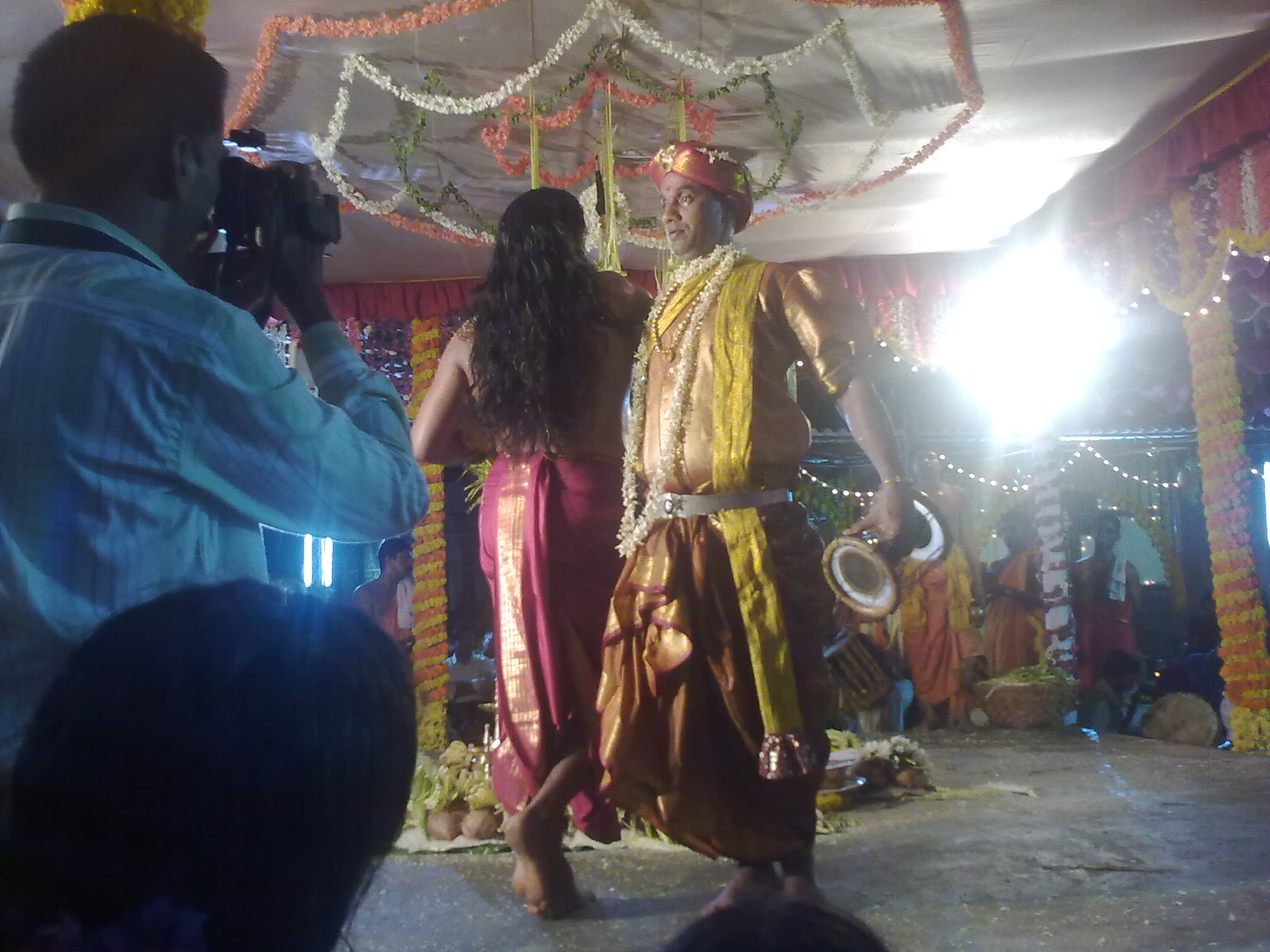
Der vom Naga besessene Patri mit rotem dhoti tanzt mit dem Musiker Vaidya, der eine Sanduhrtrommel (dakke) in der Hand hält, vor dem mit Kokosnüssen umrahmten Mandala.

Im sechsstündigen Ritualtanz, der zwei bis drei Stunden nach Sonnenuntergang beginnt, stehen die beiden genannten Charaktere im Zentrum des Geschehens: der Trancetänzer Patri und der nun in einem Kostüm in der Rolle des musikalischen Leiters auftretende Vaidya (auch Ardhanari).
Der Patri oder Nagapatri verkörpert den Schlangengeist, er betritt den Ritualplatz im Tempel in einem roten Seidendhoti und nacktem Oberkörper. Seine Haare sind zerzaust, sein Gesicht ist ungeschminkt, in den Händen hält er Betelblüten, die auf das Bildnis rieseln, wenn er sich darüberbeugt. Er wird von Mitgliedern seiner Familie oder anderen Brahmanenpriestern begleitet.
Vaidya heißt eine besondere Kastengruppe von Medizinmännern, die als Nachfahren einer dravidischen Schamanengruppe gelten, die auf die Behandlung von Augenkrankheiten, Vergiftungen und Geburtswehen spezialisiert waren. Heute stellen Vaidyas die Darsteller und Musiker in Nagamandala- und Bhuta-Besessenheitsritualen. Neben über 100 Patris sind weniger als ein Dutzend Vaidyas in der Region tätig. Vaidyas gehören zur hinduistischen Smartha-Lehrtradition (die dem Namen nach auf der Smriti-Literatur basiert). Sie verehren Ganesha, Vishnu in seiner anikonischen Gestalt als Shila (shila-murti, ein schwarzer Steinfund) oder Linga und die Göttin Kali als Ammanavaru.
Der Alternativname Ardhanari des Vaidya verweist auf Ardhanarishvara, den zweigeschlechtlichen Gott, dessen eine Hälfte seiner Gestalt von Shiva und die andere von dessen Gemahlin Parvati gebildet wird. In seinem Kostüm wird die männlich-weibliche Erscheinungsform deutlich. Er trägt einen roten (weiblichen) Sari, eine Bluse und einen (männlichen) Turban. Seine Hand- und Fußgelenke sind mit Metallkettchen behängt. In einer Hand hält er die kleine, aus Bronze bestehende Sanduhrtrommel dakke, mit der anderen zeigt er verschiedene Mudras (symbolische Handgesten). Die dakke entspricht der Form nach der idakka in Kerala, beide genießen einen sakralen Status wegen ihrer Beziehung zu Shivas Trommel damaru. Die dakke wird wie ein Götterbild verehrt und erhält entsprechend Essen (Milch und Früchte) als Opfergaben (naivedyam). Zu Vaidyas Begleitern gehören zwei oder mehr erwachsene Musiker und vielleicht noch ein Junge in Alltagskleidern (Dhotis), die Zimbeln (tala), die Zylindertrommel chande und das Doppelrohrblattinstrument nadaswaram spielen.
Das androgyne Kostüm erlaubt die Spekulation, dass männliche Schamanen ursprünglich ein zuvor weibliches Ritual übernommen haben könnten, etwa die Verehrung einer Muttergottheit durch weibliche Priester. Heute wird die Muttergöttin in der Region als Bhagavati verehrt. Weitverbreitet in Indien ist der Kult der „Sieben Mütter“ (Sapta-Matrikas) als Gegenspielerinnen der sieben brahmanischen Götter. Im Somanathesvara-Tempel im Dorf Haralahalli (Distrikt Davanagere) werden die Sapta-Matrikas zusammen mit Subramanya als Naga verehrt.
Während der Patri einfach gekleidet ist, nicht spricht und ungekünstelt auftritt, trägt der Vaidya ein Kostüm, und schauspielert eine Rolle, ohne in Trance zu verfallen. Nach einer schematischen Zuordnung verkörpert der Schlangenakteur Patri den männlichen, hinduistischen Part gegenüber dem weiblichen, animistischen Mandalazeichner und Musiker Vaidya. Als strukturalistische Gegensatzpaare kommen Trance und Besessenheit des als Medium agierenden Patri und auf der anderen Seite kontrolliertes Handeln und Rollenspiel beim Vaidya in Betracht. Der Vaidya lenkt mit seinem Trommelrhythmus die Tanzschritte und Bewegungsabläufe der Ritualhandlung.

### Ablauf

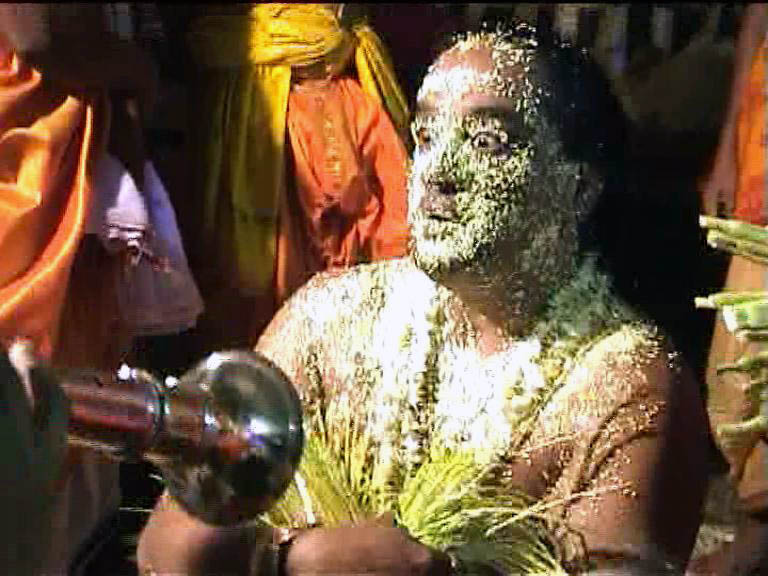
Patri beim Schlangentanz, die Haut mit Betelblüten eingerieben. Im Belle Naga Brahmastana bei Udupi

Wie für viele religiöse Tanztheater und Rituale üblich beginnt die Aufführung mit einer Anrufung an den Glück bringenden Gott Ganesha, der für ein gutes Gelingen sorgen soll. Darauf werden Hymnen an Shiva, Vishnu und Brahma für jeweils mehrere ihrer Erscheinungsformen gesungen. Noch länger dauern die Hymnen an die weiblichen Götter Kali und Durga, die mit einem Lobgedicht an Naga-Subramanya abschließen, der im Hinduismus eine Verbindung des Schlangenkults mit dem Sohn Shivas darstellt.
Wenn die einführenden Rituale beendet sind, verändert der Patri vor dem Bodenbild recht schnell seine Körperhaltung und äußert fortschreitende Anzeichen von Besessenheit. Er beschleunigt seine Bewegungen, fängt an zu zittern und huscht mit seinem Oberkörper auf und nieder wie eine verängstigte Schlange. In diesem Stadium der Trance steht er auf und reibt seinen Oberkörper und sein Gesicht mit Betelblüten ein, ihr Duft hat eine stimulierende, die Trance fördernde Wirkung. Die Blütenpollen bleiben durch den Schweiß an seiner Haut kleben. Im Schlangentanz hüpft der Patri wild um das Bodenbild, an dessen Rändern die Öllampen leuchten. Er scheint bereit, jeden Augenblick anzugreifen. Die meiste Zeit bewegt er sich rückwärts. Nachdem er im ersten Teil der komplexen Tanzhandlung bildhaft den Knoten geknüpft, also das Mandala zum Leben erweckt hat, lebt das magische Bild nun durch seine Spielhandlung, vorgestellt als Öffnen des Knotens. Das Mandala geht nunmehr für den Tänzer durch Körperbewegungen und den Rhythmus der Musik in ein Bewusstseinsstadium über.
Die Musiker begleiten ihn mit Preisliedern auf die Schlange, die auf Kannada und Sanskrit vorgetragen werden, als eine Art Chor im Hintergrund, der mit den Trommelschlägen des Vaidya in keiner rhythmischen Beziehung steht. Sie improvisieren je nach dem Zustand des in Trance gefallenen Patri. In einer „Hymne an den Naga“ findet sich ein Hinweis auf die Transformation des Mandalas im Bewusstsein des Patri, wenn zuerst der Palast und das Leben des Naga in der Unterwelt beschrieben wird, gefolgt von seinem Zorn, den die Widernisse auf seiner Reise durch die verschiedenen Welten hervorrufen. Der Hymnus beschwört den weltumfassenden Schlangengott Vasuki und feiert euphorisch die wilden Tänze des Naga, bis er mit Sonnenaufgang wieder in die Unterwelt zurückkehrt.
Zwischen dem Patri und dem Vaidya bricht ein Zweiertanz der gegenseitigen Herausforderung aus (jugalbandi, ein Begriff, der auch für sich gegenseitig beflügelnde Instrumentalisten in der klassischen Musik verwendet wird). Der Vaidya reizt und provoziert den Schlangengeist, einen Augenblick später versucht er ihm durch Loblieder zu gefallen. Die beiden führen ein neckisches Duell auf wie zwischen zwei Liebenden, die sich gegenseitig zu gefallen suchen. Einige Interpreten dieser Szene haben darin eine Verkörperung der Prinzipien Purusha (männlich, Geist, Urseele, hier Patri) und Prakriti (weiblich, Urmaterie, die spielerisch kreative Rolle des Vaidya) gesehen. Es gibt Parallelen zwischen den Gesten im Nagamandala und im Yakshagana-Tanzdrama, ebenso im klassischen indischen Tanzstil Bharatanatyam.
Um Mitternacht vollzieht ein Brahmanenpriester eine spezielle Zeremonie, indem er mit den Händen ausgiebig Wasser und Kurkuma über den Patri schüttet. Dazu zittert der Patri wild und stößt schlangenartige Zischlaute aus, während die Musik sich zu einem ersten Höhepunkt steigert. Alle Umstehenden treten zurück bis auf den Vaidya, der in seinem androgynen Kostüm den Tanz des Patri übernimmt.
Kurz vor der Morgendämmerung beendet der Patri seinen Tanz, und alle Anspannung weicht von ihm. Die Musiker hören auf zu spielen, damit sich die gläubigen Zuschauer ganz auf den Patri konzentrieren können, der sich nun in einem besonderen sakralen Bewusstseinszustand befindet und Macht besitzt, um die Zukunft vorherzusagen und sonstige Ratschläge zu erteilen. Dies ist typischerweise der letzte Akt von indischen Besessenheitsritualen. Der Patri kann dem Glauben nach in diesem Stadium Unfruchtbarkeit, Hautkrankheiten und sogar Lepra heilen.
Schlussendlich muss das Bodenbild zerstört werden, weil es seine magische Aufgabe erfüllt hat. Nach den nächtlichen Tänzen rund um das Mandala schreitet der Vaidya mitten hinein, wirbelt die Farben durcheinander und wischt sie zu einem einfarbigen grauen Haufen zusammen. Die Gläubigen ziehen vorbei und lassen sich etwas Pulver als prasadam für den Heimweg in die Hände geben.
Bis auf die Interaktion gegen Schluss verhält sich das Publikum während der gesamten nächtlichen Aufführung relativ unbeteiligt. Die Gläubigen lauschen respektvoll den Lobliedern bei der Eröffnung, während der Ritualtänze gehen sie auf dem Tempelhof hin und her, essen, trinken und unterhalten sich. Sie nehmen vor allem von den darstellerischen Höhepunkten Notiz. Zugelassen sind alle hinduistischen Kasten und auch Muslime, da der Glauben an die Macht der Nagas religionsübergreifend gepflegt wird. Dabei ist nicht das Ritual von Interesse, sondern die als Ergebnis herauskommende Heilbehandlung oder Prophezeiung.

## Sozialer und kultureller Hintergrund
Üblicherweise vererbt der Patri den Beruf eines Geistermediums an seinen Sohn, in einzelnen Fällen kann ein jugendlicher Nachfolger auch durch ein Horoskop und aufgrund seiner besonderen Konzentrationsfähigkeiten ausgewählt werden. Mit etwa 18 Jahren wird der Schüler in die Geheimnisse des Naga-Kults initiiert und meditiert regelmäßig im Schlangentempel. Ein Patri erfüllt neben der Tätigkeit als Medium im Ritual bestimmte religiöse Aufgaben für die Gemeinde. Er wird besucht, um durch Horoskope die Zukunft und insbesondere günstige Heiratstermine vorherzusagen.
Ungewöhnlich ist, dass der Brahmanenkaste angehörende Patris ein volksreligöses Ritual wie den Naga-Kult leiten. Alle anderen der mehreren Dutzend, mit einer Besessenheit des Hauptakteurs verbundenen Rituale in diesem kulturell kleinteiligen Gebiet im Süden Karnatakas werden von nichtbrahmanischen Kastengruppen aufgeführt. In Kerala sind Mitglieder der niederen Musikerkaste der Pulluvar für die Naga-Kulte (und die Volksliedgattung villu pattu) zuständig.
Auch wenn das Ritual mit Tanz, dramatischer Inszenierung und Musik als Theater präsentiert wird, benötigt es, um wirksam zu sein, nicht die Beziehung zwischen Darstellern und Publikum. Viele Gläubige besuchen das Ritual nur, weil sie wissen, dass sie von der im Ritual hervorgerufenen magischen Kraft am Ende etwas in Form des heiligen Farbpulvergemischs erhalten werden. Um als Theateraufführung die Aufmerksamkeit der Zuschauer zu wecken, muss eine zumindest teilweise funktionelle Verschiebung von einem religiösen Kult zu einer Unterhaltungskunst stattfinden. Für die Akteure bedeutet dies den Übergang von Trance und religiöser Versenkung zu einem darstellenden Spiel. Das Yakshagana-Tanztheater ist eine solche Weiterentwicklung und ein Beispiel für die Koexistenz der mit theatralischen Mitteln aufgeführten Rituale und der ritualisierten Theaterformen.
Im Theaterstück Naga-Mandala befasst sich der indische Schriftsteller Girish Karnad (1938–2019) mit der Bedeutung der Mythen für die heutige gesellschaftliche Rolle der Frauen in Indien.